# Bernhard von Hollander
Bernhard Albert von Hollander (russisch Бернхард Альберт фон Холландер; * 29. Septemberjul. / 11. Oktober 1856greg. in Riga; † 30. Januarjul. / 12. Februar 1937greg. ebenda) war ein baltischer Historiker.

## Leben

### Herkunft und Familie
Bernhard von Hollander war Angehöriger des 1788 nobilitierten rigaischen Adelsgeschlechts von Hollander. Er war ein Sohn des Bürgermeisters von Riga Eduard von Hollander (1820–1897) und der Emilie, geb. Nöltingk, verw. Thoms (1818–1876). Der Bürgermeister von Mannheim Eduard von Hollander (1852–1935) und der Professor der Rechtswissenschaft an der Universität Halle Heinrich von Hollander (1853–1920) waren seine älteren Brüder.
Bernhard von Hollander vermählte sich 1886 mit Emilie Pohrt. Aus der Ehe gingen in den Jahren 1887 bis 1906 sieben Töchter und ein Sohn hervor.

### Werdegang
Hollander besuchte das Gouvernementsgymnasium in Riga und studierte in den Jahren 1875 bis 1881 Geschichte an der Kaiserlichen Universität Dorpat. Er war auch Mitglied der baltischen Studentenverbindung Fraternitas Rigensis.
In Riga arbeitete er dann zunächst von 1882 bis 1883 als Lehrer an verschiedenen Privatschulen, bis er 1883 Oberlehrer für Geschichte und Geographie an der Stadtrealschule wurde, wo er 1891 zum Religionslehrer wechselte und dies bis 1908 blieb.
Von 1886 bis 1898 war er zudem Dozent der Handelsgeographie am Polytechnikum. in diesem Zeitraum wurde er auch russischer Staatsrat. Von 1906 bis 1914 war er Direktor der Albertschule. Er war weiterhin Glied der Verwaltungsrats und Vorstandsgliederung der Ortsgruppe Riga der Deutschen Verwaltung in Livland. Von 1917 bis 1919 war er Direktor des Stadtgymnasiums und von 1920 bis 1923 Lehrer an der staatlichen Deutschen Mittelschule. In den Jahren 1885 bis 1891 war er außerdem nacheinander Sekretär, Vizepräses und Präses des Rigischen Gewerbevereins.
Hollander war von 1890 bis 1899 Sekretär, von 1899 bis 1901 stellvertretender Sekretär, von 1901 bis 1902 sowie 1910 bis 1934 Mitdirektor, dazu von 1902 bis 1904 Präsident und 1909 Ehrenmitglied der Gesellschaft für Geschichte und Altertumskunde der Ostseeprovinzen Russlands. Weiterhin war er 1908 korrespondierendes Mitglied der Gelehrten Estnischen Gesellschaft in Dorpat sowie 1910 Ehrenmitglied der Ehstländischen Literärischen Gesellschaft in Reval. 1921 wurde der Ehrendoktor der Universität Rostock.

## Schriften
Hollander verfasste neben zahlreichen einschlägigen Aufsätzen und Abhandlungen nachstehende Bücher:
- Die livländischen Städtetage bis zum Jahr 1500. 1888.
- Der Gewerbeverein zu Riga in den Jahren 1865 bis 1890. 1890
- Sachregister zum Liv-, Est- und Kurländischen Urkundenbuch. Band VII–IX. 1900.
- Bibliographie der baltischen Heimatkunde. 1924.
- Riga im 19. Jahrhundert. Ein Rückblick. G. Löffler, Riga 1925 (eingeschränkte Vorschau in der Google-Buchsuche).
- Die Geschichte der literärisch-praktischen Bürgerverbindung in Riga 1802–1927. 1927.
- (posthum erschienen) Geschichte der Domschule, des späteren Stadtgymnasiums zu Riga (= Beiträge zur baltischen Geschichte. Band 10). Hrsg. von Clara Redlich. Hirschheydt, Hannover 1980.